# ورانه
ورانه (به صربی: Vrane) یک منطقهٔ مسکونی در صربستان است که در آرییه واقع شده‌است. ورانه ۷٫۷۱ کیلومتر مربع مساحت و ۷۳۸ نفر جمعیت دارد و ۵۱۲ متر بالاتر از سطح دریا واقع شده‌است.